# Екстраординарний професор
Екстраординарний професор (лат. professor extraordinarius; від лат. extra — поза + ordo — ряд, порядок і professor — викладач, нім. Außerordentlicher Professor) — посада у системі вищої освіти Німеччини та низки інших європейських країн, освітню систему яких було сформовано за німецьким зразком. Екстраординарний професор — позаштатний професор, тобто професор без посади, який зазвичай спеціалізується в суміжній галузі, або підлеглий професора, який обіймає посаду (завідувача відділу, катедри і таке інше).
Екстраординарний професор не завідував катедрою і не був членом вченої ради факультету.
Часто успішні дослідники-початківці спочатку отримували посаду екстраординарного професора, щоб надалі дістати посаду ординарного професора в іншому університеті.
У Пруссії до Першої світової війни середня зарплата ординарного професора була вдвічі більшою, ніж в екстраординарного, і в дев'ять разів більшою, ніж у професора, який починав свою кар'єру.

## У Російській імперії
Викладацьку посаду надавали в XVIII столітті молодим вченим, що недавно отримали докторський ступінь. На відміну від ординарних професорів екстраординарні отримували меншу платню і зазвичай не вважалися такими, що посідають кафедру. Першим екстраординарним професором у Московському університеті в 1761 році було призначено німецького історика І. Г. Райхеля.